# Frank Klinkhammer
Frank Klinkhammer (* 14. Mai 1961 in Euskirchen) ist ein deutscher Jurist und Richter am Bundesgerichtshof.

## Leben
Klinkhammer trat nach der Zweiten Juristischen Staatsprüfung 1990 in den höheren Justizdienst des Landes Nordrhein-Westfalen ein, wo er zunächst beim Landgericht Kleve und beim Amtsgericht Moers tätig war. Dort wurde er 1993 zum Richter am Amtsgericht ernannt. 1995 wurde Klinkhammer an der Universität Bonn mit der Untersuchung Der Besitz als Gegenstand des Bereicherungsanspruchs zum Dr. iur. promoviert. 1999 folgte die Beförderung zum Richter am Oberlandesgericht Düsseldorf.
Am 2. Juni 2008 wurde Klinkhammer zum Richter am Bundesgerichtshof ernannt und dem für Familiensachen sowie das Miet- und Pachtrecht zuständigen XII. Zivilsenat zugewiesen.